# Meginwarch

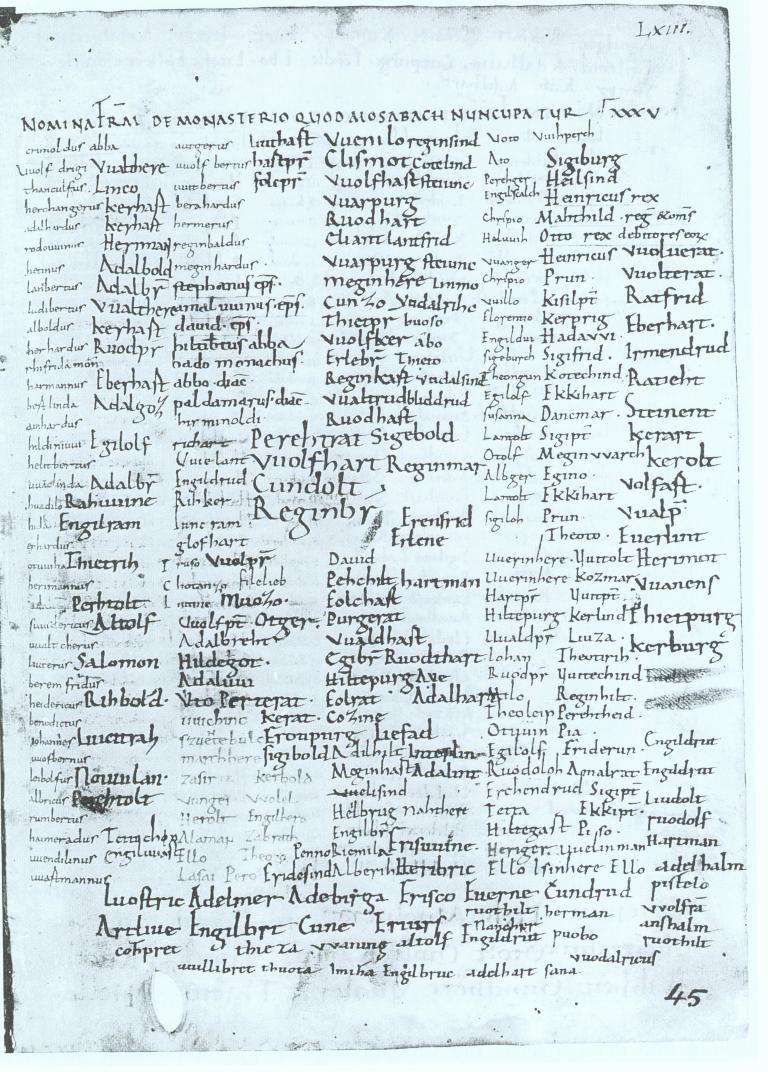
Eintrag Meginwarchs in einem Gruppeneintrag der ottonischen Königsfamilie und ihrer wichtigsten Helfer von 928/929 im Reichenauer Verbrüderungsbuch, Zürich, Zentralbibliothek, Rh. hist. 27, pag. 63.

Meginwarch, auch Meginward oder Meginwarc, († 15. Juli 937) war ein ostfränkischer Graf mit ausgedehnten Besitzungen in Thüringen. Er gehörte zum inneren Führungszirkel unter König Heinrich I.
Meginwarch entstammte einer noch unbekannten Adelsgruppe, die immer wieder mit den Immedingern gleichgesetzt wurde. Es dürfte sich um einen den Liudolfingern und den Nachfahren Widukinds ebenbürtigen Geschlechterverband gehandelt haben. Meginwarch war verheiratet mit Gerlint († 948), der die Fuldaer Totenannalen aufgrund ihrer besonderen Verdienste um Totengedenken und Armenfürsorge den ehrenvollen Beinamen „Mutter der Armen“ (mater pauperum) verliehen.
Unter König Heinrich I. scheint Meginwarch zu den bedeutendsten Großen des Reiches gehört zu haben. Um das Jahr 928/929 findet sich sein Name im Reichenauer Verbrüderungsbuch in einem Eintrag der königlichen Familie, was ihn als Angehörigen des inneren Führungskreises unter Heinrich I. ausweist. Um das Jahr 929/930 wird sein Name in einem heute verschollenen Eintrag der königlichen Familie im Verbrüderungsbuch der Abtei St. Gallen erwähnt. Drei Urkunden Heinrichs erwähnen umfangreiche Besitzungen und Grafenrechte Meginwarchs in Thüringen. Darüber hinaus konnte Meginwarch in vier weiteren Gruppeneinträgen des Reichenauer Verbrüderungsbuches identifiziert werden, von denen er eingedenk seiner Spitzenstellung am Beginn der Namenskolonnen sehr wahrscheinlich drei selbst veranlasst hat. Die Häufung alemannischer Namen in den Gruppeneinträgen hat Gerd Althoff zu der Überlegung veranlasst, Meginwarch könnte sich als Gesandter König Heinrichs I. in Alemannien aufgehalten haben, um dort friedliche Zustände herzustellen.
Im auffälligen Gegensatz zur „bedeutenden Rolle“ Meginwarchs unter Heinrich I. steht das vollständige Schweigen der erzählenden Quellen aus der Zeit von Heinrichs Nachfolger Otto I. Widukind von Corvey, Hrotsvit von Gandersheim, Liudprand von Cremona oder der Continuator Reginonis berichten mit keinem Wort von ihm. Johannes Fried hat darauf hingewiesen, dass Meginwarchs Nachkommen sich wahrscheinlich gegen König Otto I. empört und auf Seiten von dessen jüngeren Bruder Heinrich I. gegen ihn gekämpft haben könnten. Denn Meginwarch sei der mächtigste Adlige Thüringens gewesen, dessen Tod 937 „ganz Thüringen“ in Aufruhr versetzt und Kämpfe um Meginwarchs Nachfolge und seine Güter ausgelöst hätte. Tatsächlich findet sich in den von Meginwarch veranlassten Gruppeneinträgen des Reichenauer Verbrüderungsbuches eine mehrfach auftretende Namensfolge Erwin – Meginwarch – Wilhelm, die von der Forschung in einen losen Zusammenhang mit Personen gebracht werden, die bei Widukind von Corvey und Thietmar von Merseburg erwähnt werden. Ein Erwin ist Ostern 941 als Gefährte Heinrichs am Mordanschlag auf König Otto den Großen beteiligt. Nach Anschauung der Zeitgenossen und dem überlieferten Selbstverständnis dieses Erwin muss es sich um einen sehr bedeutenden thüringischen Großen gehandelt haben. Sein Sohn Hildeward von Halberstadt wurde im Jahr 968 gegen den ausdrücklichen Willen Ottos des Großen zum Bischof von Halberstadt berufen. Der Name Wilhelm erinnert an Wilhelm I. (Weimar), der nach seiner Beteiligung am Liudolfinischen Aufstand gegen König Otto I. in die Verbannung gehen musste. Ebenfalls im Zusammenhang mit diesem Aufstand wird ein im Jahr 953 durch einen Pfeilschuss gefallener Großer namens Meinwerc benannt. Ob es sich bei diesem und den anderen um Meginwarchs Söhne handelt ist bislang ungeklärt.
Meginwarchs gedenken mit den Fuldaer Totenannalen, den Totenlisten des Klosters Reichenau und dem Verbrüderungsbuch von Remiremont drei der zu ihrer Zeit bedeutendsten Nekrologe. Die Einträge reihen Meginwarch in die Gruppe jener Sachsen ein, „die schon unter dem ersten sächsischen König ein weit über das sächsische Stammesgebiet hinausreichender Beziehungshorizont kennzeichnet.“